# Laurids Mortensen Scavenius
Laurids Mortensen Scavenius (6. august 1589 – 19. juni 1655) var biskop over Sjælland fra 1653 til sin død.
Scavenius var,som tilnavnet viser, født i Skagen. Forældrene, Morten Lauridsen og Mariane Sørensdatter, var fiskerfolk, der senere, da deres hjem var lagt øde ved en naturkatastrofe, søgte til København, hvor deres velbegavede søn blev sat i skole. I 1599 døde begge forældrene, og barnet ville da have været ilde stedt, hvis ikke professor Thomas Fincke (V, 150) havde taget sig af det. I denne mands hjem voksede Laurids op.
Som en flink dreng ledsagede han professoren på rejser i udlandet. Efterhånden blev han ganske som barn i huset. Han var flittig og benyttede tiden så godt, at han blev student og 1610 hører (lærer) ved Vor Frue Skole, i hvilken stilling han forholdt sig således, at den ansete københavnske borgmester Mikkel Vibe 1612 overdrog ham at rejse udenlands med hans sønner.
Efter nogle års ophold i Tyskland kom de hjem, og Scavenius benyttede da lejligheden til i 1617 at erhverve magistergraden ved Københavns Universitet, inden han anden gang drog ud med de unge Viber, idet Schweiz, Frankrig og Nederlandene nu var målet for deres rejse.
Da han havde erhvervet et godt navn som ungdomsleder, var det Christian 4.'s ønske, at han skulle være hovmester for hans søn Frederik (3.) Det blev der dog ikke noget af på grund af de forstyrrelser, som pesten 1619 forvoldte; derimod kaldtes Scavenius 1620 til kompastor (fra 1625 enepræst) og Lector theologiæ ved Roskilde Domkirke.
Herfra forflyttedes han 1627 efter kongens vilje til sognepræst ved Nicolai Kirke i København. 1639 blev han professor i teologi ved universitetet og tog året efter doktorgraden. Han var universitetets rektor 1648, da Christian 4. døde. På grund af Corfits Ulfeldts ejendommelige holdning var det et vanskeligt tidspunkt, da den opposition mod adelen, der 1660 førte til en forandring i statsforfatningen, allerede så småt begyndte at ytre sig blandt gejstligheden og borgerstanden. Ved kongevalget var Scavenius gejstlighedens ordfører.
Efter biskop Hans Hansen Resens død valgte de sjællandske købstadpræster 24. maj 1653 Scavenius til stiftets biskop, og efter at valget havde fået kongelig stadfæstelse, blev han indviet af biskop Peder Winstrup fra Lund. Virketiden i denne stilling blev dog ikke lang for ham, da han døde under et ophold i Roskilde ved landemodet 19. juni 1655.
Hans litterære virksomhed indskrænker sig mest til teologiske disputatser og ligprædikener (blandt andet en latinsk tale over Christian 4.).
15. oktober 1620 havde han i Roskilde ægtet Else Pedersdatter (født 1601, død 1653), med hvem han havde 15 børn, af hvilke dog kun de tre overlevede forældrene, nemlig Peder Lauridsen Scavenius, Morten Lauridsen Scavenius, kongelig justitssekretær (født 1683) og datteren Else, der først var gift med professor Jørgen From (V, 463) og siden med den kongelige livlæge Christian Foss (V, 262).
Rasmus Vinding: Regia academia Hauniensis. S. 345 ff.
Zwergius: Siellandske Clerisie S. 246 ff.
.